# П'єтраперція
П'єтраперція (італ. Pietraperzia, сиц. Petrapirzia) — муніципалітет в Італії, у регіоні Сицилія,  провінція Енна.
П'єтраперція розташовані на відстані близько 520 км на південь від Рима, 105 км на південний схід від Палермо, 22 км на південний захід від Енни.
Населення — 7088 осіб (2014).
Покровитель — святий Рох.

## Демографія
Населення за роками:

Станом на 1 січня 2023 року в муніципалітеті офіційно проживав 71 іноземець з 15 країн, серед них 37 громадян країн Євросоюзу.

## Сусідні муніципалітети
- Баррафранка
- Кальтаніссетта
- Енна
- Маццарино
- П'яцца-Армерина
- Рієзі